# 南方建材
南方建材（简称：南方建材；深交所：000906）为一家注册地和办公地位于湖南省长沙市，为能源、材料和机械电子设备批发业的股份制上市公司；主营原材料贸易和汽车销售服务。2010年，公司营业收入1,780,161.09万元，净利润6,709.13万元。公司注册地点和办公地点位于长沙市五一大道235号。
南方建材系由南方建材集团有限公司独家发起，通过重组集团内与建材经营相关的高效优质资产，采取募集方式拟设立的股份有限公司。1999年7月7日，南方建材于深圳证券交易所上市交易。公司以钢铁贸易和汽车经营为主业，通过“连锁经营、物流配送、电子商务”三位一体的经营模式，在湖南、湖北、广西、云南、贵州、四川、重庆、甘肃等中西部地区构建了完善的钢铁分销网络。截止2010年12月31日，公司总资产333,160.04万元，总股本为33,060.58万股。2011年6月30日，南方建材的控股机构转为浙江物产国际贸易有限公司，其持股比重占46.13%。